# حوزة علمية
الحوزة العلمية مصطلح يطلق على المراكز الدراسية الإسلامية التي تضم طلبة العلوم الدينية للمدرسة الفقهية التابعة للمذهب الاثني عشري. والتي تقع تحت إشراف وإدارة العلماء الكبار والمرجعية الدينية. وتنقسم الحوزة العلمية الشيعية إلى مجموعة من المدارس الفرعية، وتحظى باستقلال مادي واقتصادي خاص. فلا تخضع في مواردها المالية والإقتصادية إلى الدعم الحكومي بل يقوم مراجع التقليد بتأمين ما تحتاج إليه الحوزات العلمية من خلال الوجوه الشرعية كالأخماس والزكوات وهدايا المؤمنين.
وقد اختارت الحوزة العلمية وعلى مرّ التاريخ منهجاً دراسياً خاصاً يقسّم- تقليدياً- إلى ثلاث مراحل هي مرحلة المقدمات، والثانية مرحلة السطوح، والثالثة مرحلة الخارج.
وينطبق معنى الحوزة أيضا على أوائل المدارس العلمية التي أنشأها الشيعة في القرون الأولى لتلقي المعارف والعلوم الدينية. وتنقسم الحوزات العلمية إلى الحوزة العلمية الأمّ، والمدارس الفرعية التي تمثل الروافد التي تمد الحوزة العلمية بالطلاب الذي أتموا مراحلهم الدراسية الأولى في تلك المدراس الفرعية. وقد ظهر على مرّ التاريخ الشيعي مجموعة من المدارس العلمية منها: المدرسة النجفية، القمية، البغدادية، الأصفهانية، مدرسة الحلة، مدرسة جبل عامل؛ وقد مثلت كل واحدة من تلك المدارس المحور والقطب الأساسي الذي ترجع إليه جميع الحوزات الفرعية ويستقطب جميع الراغبين للدراسات الدينية في حينها. وتحظى الحوزة العلمية القميّة اليوم بالمركز الأوّل حيث استطاعت استقطاب عدد كبير من الطلاب من شتى البلدان وعلى جميع المستويات.
وتنقسم الحوزة العلمية إلى مدرستين أساسيتين (في العصر الحالي) هما: حوزة النجف العلمية في مدينة النجف في العراق وهي الحوزة الأكبر، الأقدم والأشهر وحوزة قم العلمية في مدينة قم في إيران. الاختلاف في هاتين المدرستين اختلافٌ جغرافي لا علمي، فكلا المدرستين يعتمدان المنهج ذاته للتحصيل العلمي.

## تاريخ مدارس الفقه الشيعي
- مدرسة الكوفة: ظهرت من اواسط القرن الثاني (مرحلة حياة الامام الصادق واستمرت إلى الربع الأول من القرن الرابع الغيبة الكبرى.[2]
- مدرسة قم: ظهرت من الربع الأول من القرن الرابع واستمرت إلى النصف الأول من القرن الخامس (أيام السيد المرتضى وشيخ الطائفة الطوسي).
- مدرسة بغداد: وظهرت من النصف الأول للقرن الخامس إلى احتلال بغداد من قبل المغول سنة 656 هـ.
- مدرسة الحلة: وظهرت من احتلال بغداد، واستمرت إلى حياة الشهيد الثاني عام 965 هـ.

ولكل مدرسة من هذه المدارس طريقتها الخاصة وأبعادها الفكرية المختصة بها.

## طريقة التدريس

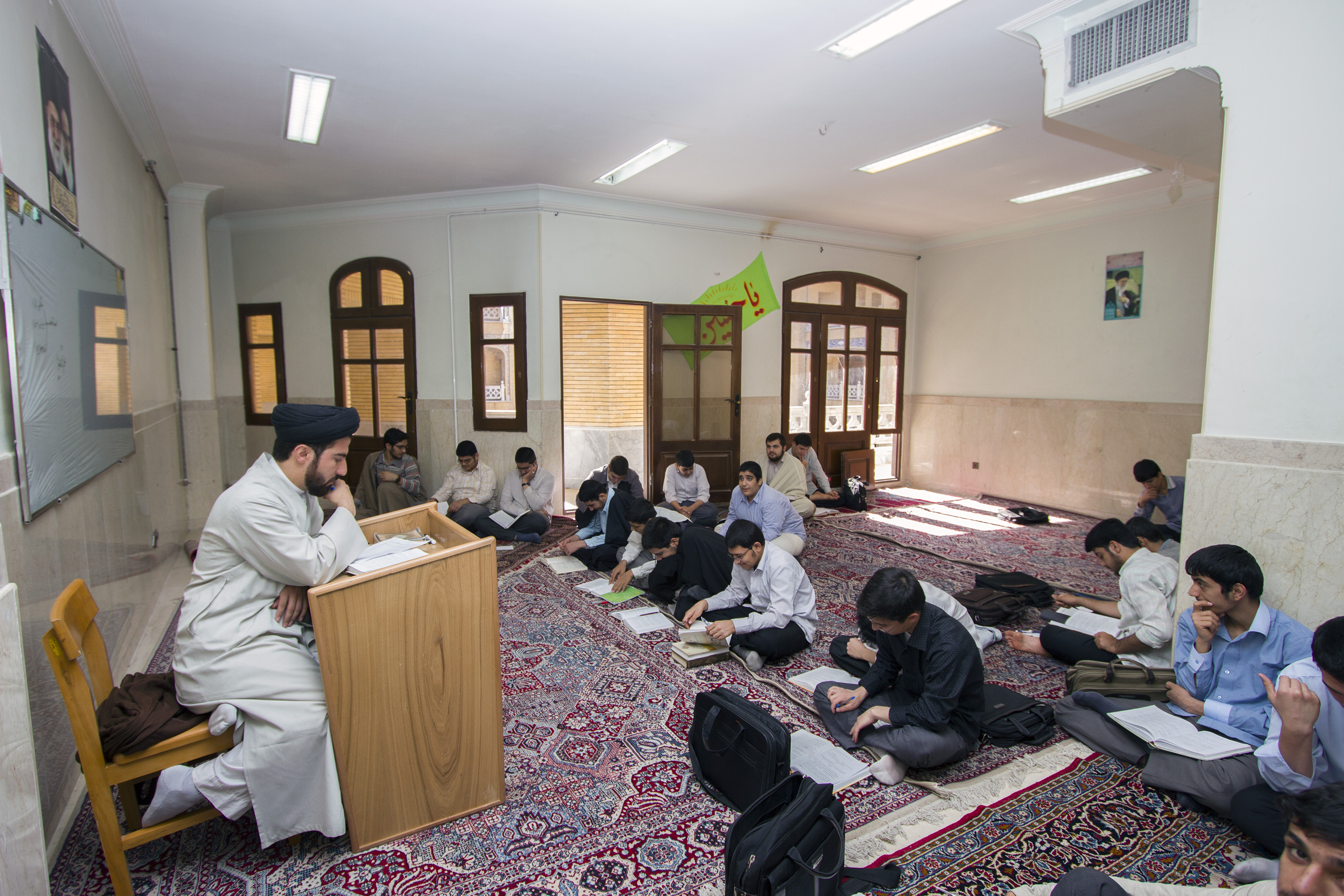
طريقة التدريس فی قم

إن الكيفية المتبعة في التدريس في الحوزة العلمية بصورة عامة هي واحدة في جميع مراكز الشيعة وإن اختلفت بعض الشيء في زماننا الحالي وليس هي على شاكلة الطرق المتبعة في الأنظمة التربوية التي نألفها هذه الأيام.
فهي دراسة لا تعتمد على أساس نظام الصفوف وهي فردية تتم على شكل حلقات تمارس اليوم كما بدأت منذ عهد الشيخ الطوسي، وليس هناك نظام للامتحانات أو لمنح الشهادات كما هو متعارف عليه اليوم في الكثير من المدارس الحديثة، وإنما يترك للطالب اختيار الكتاب الذي يريد دراسته، والأستاذ الذي يتلقى من علومه، وحتى مكان الدرس وزمانه فإنه يتم الاتفاق عليه بين التلميذ والأستاذ.

ولقد شهدت الحوزة العلمية خلال العقود الأربعة الماضية دعواتٍ لتطوير هذه الطرائق في التدريس فيما وجدنا في المقابل إصراراً على ضرورة إبقاء الأسلوب في الدراسة كما هو. وبين هذا الاتجاه وذاك وقف فريق يدعو للجمع بين الأسلوبين.

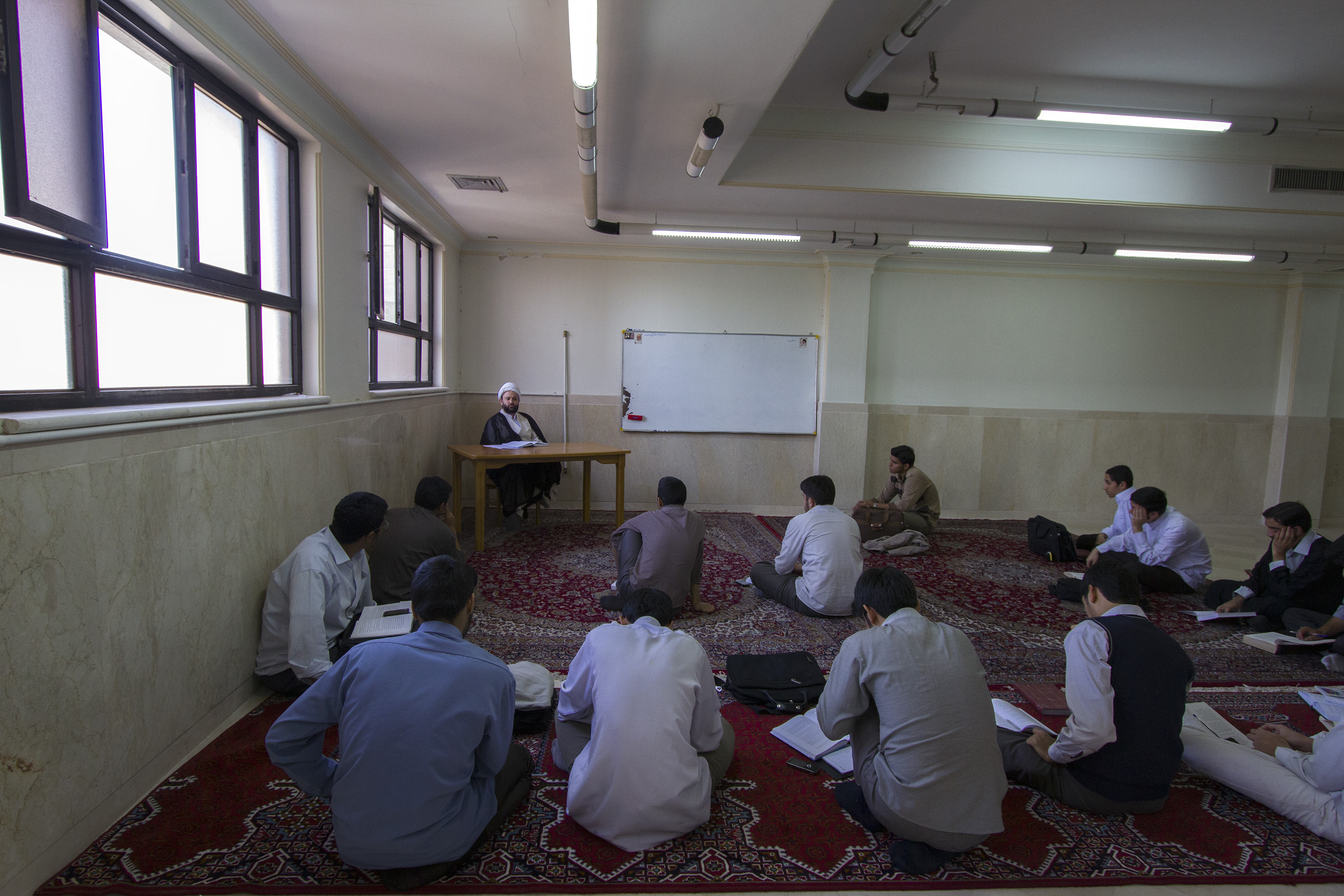

## المراحـل الدراسيّة في الحوزة العلميّة
تتم الدراسة في الحوزة العلمية في ثلاث مراحل:
- دراسة المقدمات وتقوم مقام الدور الابتدائي في الأنظمة التربوية.
- دراسة السطوح وتقوم مقام الدور المتوسط.
- دراسة الخارج (مايطلق عليه بحث الخارج) وتقوم مقام الدراسات العالية.

## المرحلة الأولى (المقدمات)
يقتصر الطالبُ في الدور الأول على دراسة النحو والصرف والعلوم البلاغية والعروض والمنطق والفقه وأصول الفقه وبعض النصوص الأدبية. من الكتب الدراسية المتعارف عليها في هذه المرحلة:
- في النحو والصرف:
  - الأجرومية: لمؤلفها أبو عبد الله محمد بن محمد بن آجروم المغربي الفاسي ** قطر الندى وبل الصدى: لابن هشام الأنصاري.
  - ألفية ابن مالك مع شرحها: ولها أكثر من شرح منها شرح ابن مالك، وقد شرح أرجوزة أدبية وتسمى في الأوساط العلمية شرح ابن الناظم (أي الناظم للأرجوزة) ولعله أفضلها. ومنها شرح ابن عقيل الهُذلي.
- في البلاغة والمعاني والبيان:
  - المطّول: لمسعود بن عمر بن عبد الله التنفتازاني المتوفى عام 791 هـ/1388 م.
  - جواهر البلاغة: لأحمد بن إبراهيم الهاشمي، وهو من أدباء مصر توفي فيها عام 1362 هـ/1943 م
- في المنطق:
  - الحاشية: لملاّ عبد الله.
  - تحرير القواعد المنطقية في شرح الرسالة الشمسية: لقطب الدين الرازي المتوفي عام 766 هـ/1365 م.
  - كتاب المنطق: وقد استعاض الطلاب في الفترة الأخيرة عن هذين الكتابين بكتاب المنطق للشيخ محمد رضا المظفر، وهو أحد علماء النجف توفي عام 1383 هـ/1961 م.

## المرحلة الثانية (دراسة السطوح)
في الدور الثاني يتفرغ الطالب لدراسة الكتب الاستدلالية الأصولية والفقهية والفلسفية.
وأسلوب الدراسة المتعارف عليه في هذا الدور هو أن يحصل الاتفاق على الكتاب المتخص بهذا الفن أو ذاك. فيقرأ الأستاذ مقطعاً من الكتاب ثم يشرح الموضوع بما يزيل عنه الغموض والإبهام، ثم يستعرض بعض النقوض التي ترد عليه ويستمع بعد ذلك لما يثيره الطلبة من تعليقات، فيصحح آرائهم إذا كانت بحاجة إلى التصحيح، أو يتنازل عندها إذا كانت آراؤهم جديرة بذلك.

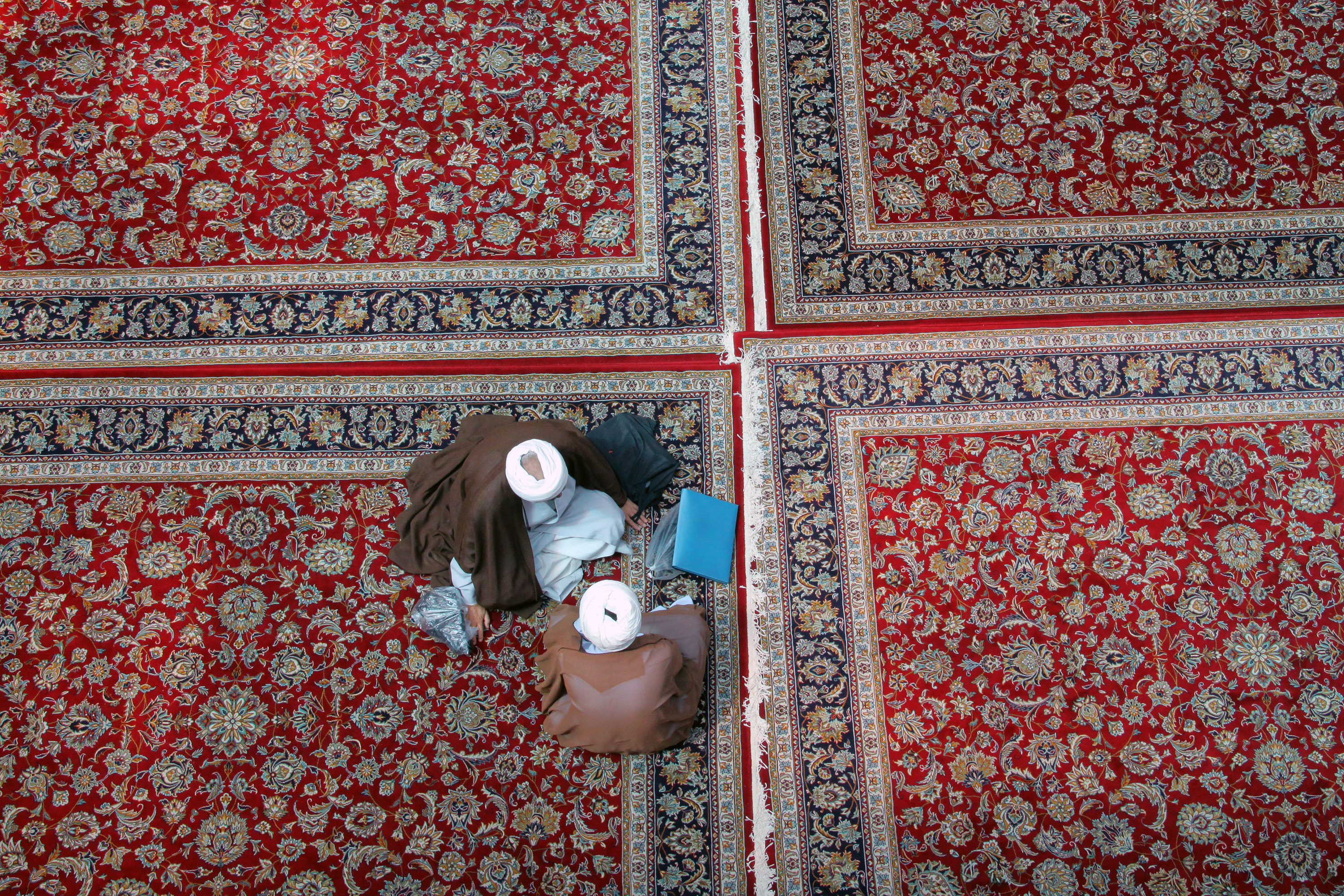

وتتسم هذه المرحلة الدراسية بالطابع الاستدلالي. ومن الكتب الدراسية المتعارف عليها في هذه المرحلة:
- في الفقه
  - الروضة البهية في شرح اللمعة الدمشقية: الأصل للشيخ محمد بن جمال الدين مكي العاملي. المشهور بالشهيد الأول، قُتل عام 786 هـ/1384 م. والشرح للشهيد الثاني زين الدين الجبعي العاملي المشهور بالشهيد الثاني المستشهد عام 965 هـ.
  - المكاسب: للشيخ مرتضى بن محمد أمين التستري الأنصاري المتوفى عام 1281 هـ/1882 م. وهو ثلاثة أقسام «المكاسب المحرمة، والبيع، والخيارات».
- في الأصول
  - كفاية الأصول: للشيخ محمد كاظم الخراساني المعروف بالأخوند المتوفى عام 1329 هـ/1908 م.
  - الرسائل (فرائد الأصول): مرتضى الأنصاري صاحب المكاسب.
  - دروس في علم الأصول للسيد محمد باقر الصدر.
  - أصول الفقه: للعلامة الشيخ محمد رضا المظفر صاحب كتاب المنطق.
- في الفلسفة
  - تجريد الاعتقاد: لنصير الدين الطوسي المتوفى عام 672 هـ/1273 م..
  - بداية الحكمة ونهاية الحكمة: وقد اعتاد الطلاب في العقدين الأخيرين على دراسة بداية الحكمة ونهاية الحكمة للسيد محمد حسين الطباطبائي (صاحب التفسير الميزان).
  - الحكمة المتعالية في شرح الأسفار العقلية الأربعة للملا صدرا.
  - شرح المنظومة للملا هادي السبزواري.

## المرحلة الثالثة (مرحلة البحث الخارج)

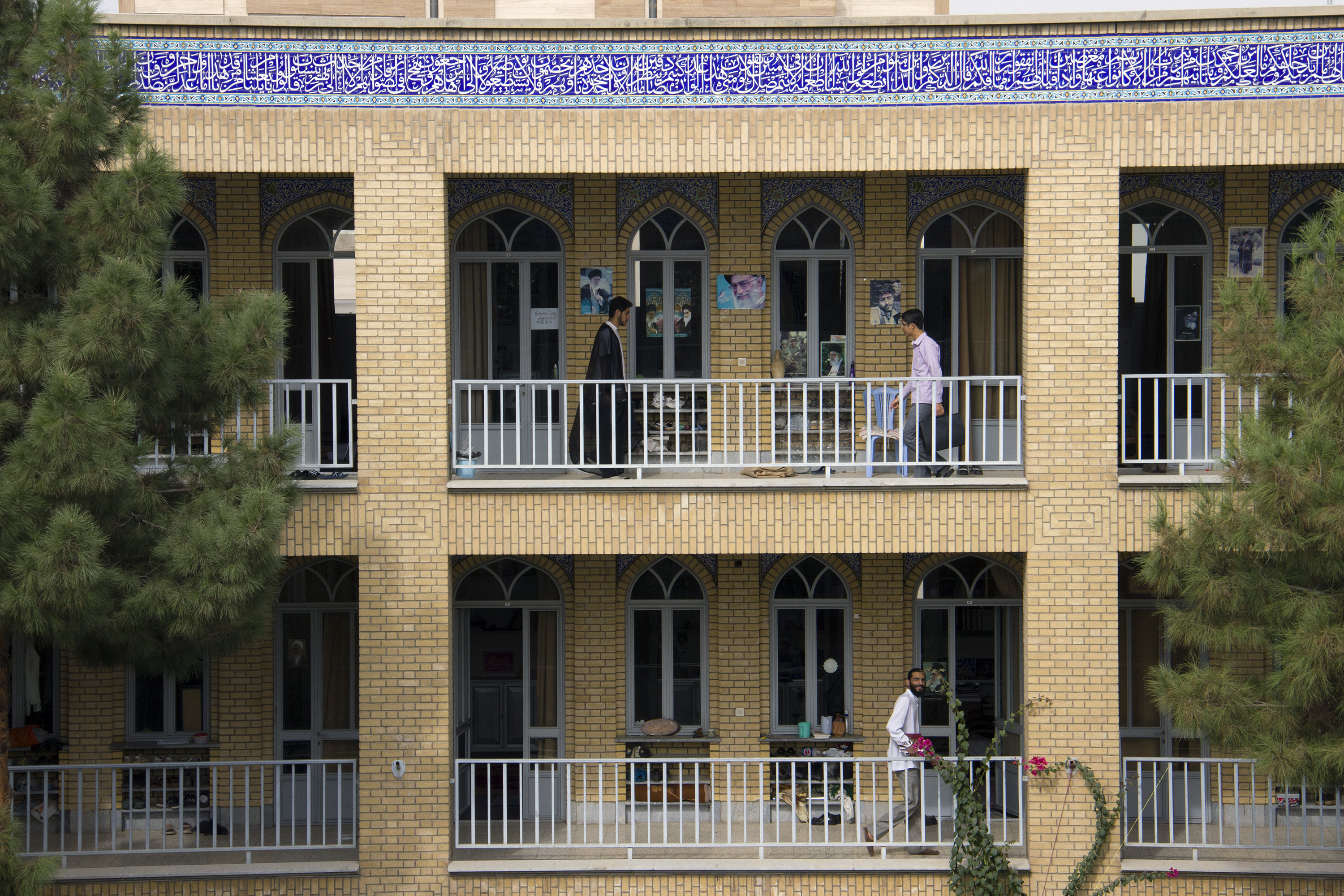

سميت المرحلة الثالثة بمرحلة البحث الخارج لأن الدراسة فيها تتم خارج نطاق الكتب التي يعتمدها الأستاذ في تحضير مادته في مرحلة البحث الخارج. ينتقل الطالب في الجامعة النجفية إلى الدور الأخير من حياته الدراسية، بعد أن وقف على هذه الآفاق الرحبة من الفكر الإسلامي.
مسؤولية الطالب في هذه المرحلة
في هذا الدور الدراسي، تقع مسؤلية التحضير والإعداد على الطالب نفسه، من غير أن يتقيد بمصدر علمي خاص فيقوم الطالب -بنفسه قبل أن يحضر المحاضرة- بإعداد مادة المحاضرة من فقه وأصول أو تفسير، ثم مراجعة أقوال العلماء في هذه المادة أو تلك وما يمكن أن يصلح دليلاً لها، وبما يمكن أن يناقش به هذا الدليل، ثم يحاول الطالب أن يستخلص لنفسه رأياً خاصّاً في هذه المسألة.
فإذا فرغ من هذا الإعداد حضر البحث الخارج، والبحث الخارج حلقات دراسية يقوم برعايتها كبار علماء الحوزة العلمية وقد يكون هناك أكثر من حلقة في نفس الوقت، فيختار الأستاذ بحثاً فقهياً أو أصولياً أو بحثاً في تفسير القرآن أو في الحديث النبوي يلقيه على شكل محاضرات وقد تكون للأستاذ (المجتهد) محاضرتان في اليوم، فتخصص المحاضرة الصباحية للفقه مثلاً وتكون مادة أصول الفقه موضوعاً للمحاضرة المسائية أو العكس وهناك من الأساتذة المجتهدين من يقتصر على هذه المادة أو تلك.

## شهادة الاجتهاد
عندما يبلغ الطالب مرحلة الاجتهاد، ويطمئن الأستاذ إليه في البحث والاستنباط وصياغة الدليل والجمع بين الأحاديث ووجوه الرأي ومناقشة الأقوال يشهد له بالاجتهاد، فينتقل الطالب بعد قطع هذه المرحلة الطويلة التي تستغرق مدة كبيرة من الزمن (عشرة إلى خمس وعشرين سنة) وإبداء الرأي والتوجيه، وخلال هذه الأدوار يتعاطى الطالب أطرافاً من الثقافات الأخرى التي لا تتصل برسالته في الصميم، كما لا تكون غريبة كذلك عن حقول اختصاصه كالحساب والفلك والنجوم إن شاء ذلك وإن اعترض أخيراً عن دراستها بظروف.

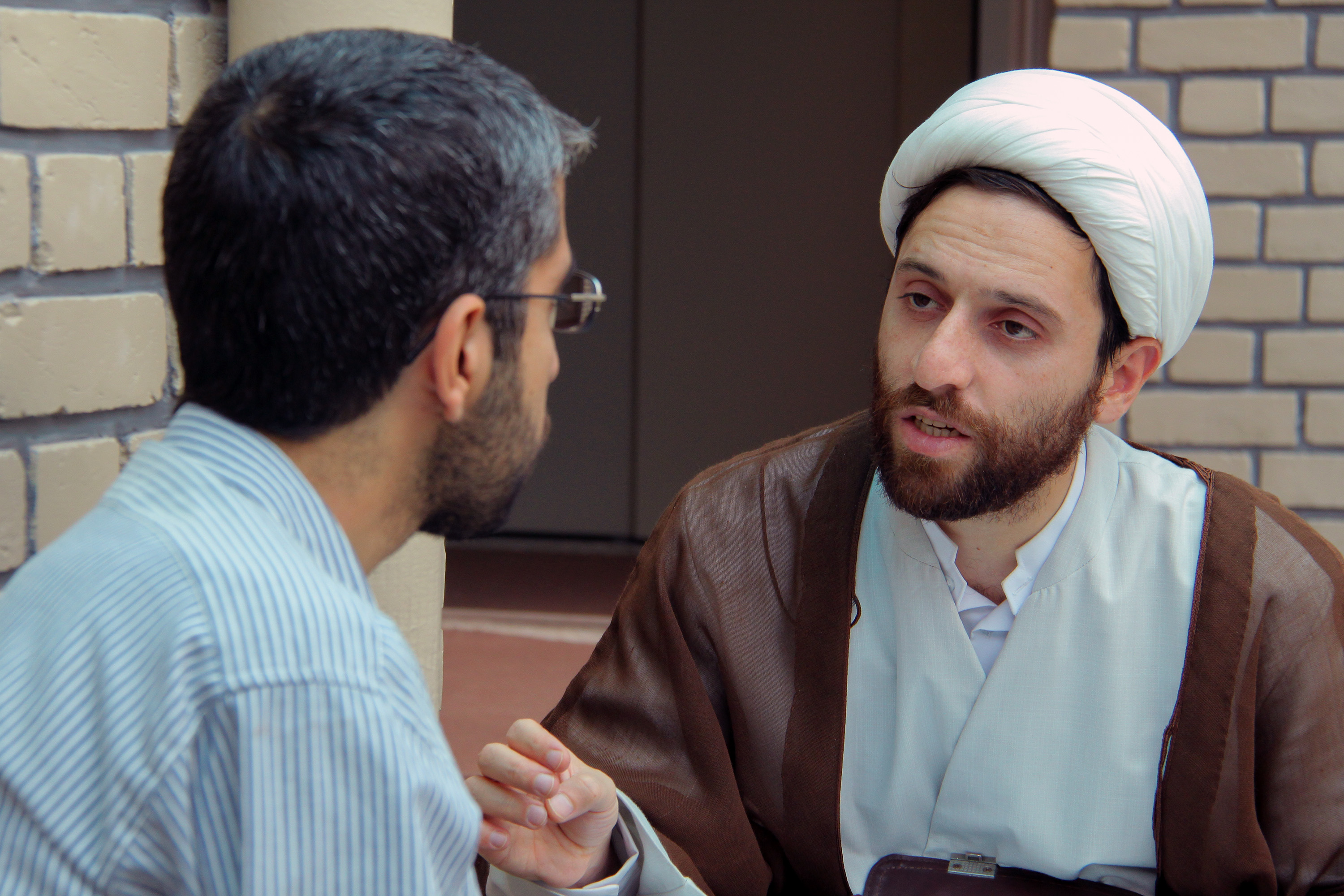

## الشخصيات البارزة من العلماء الأعلام في الحوزة العلمية
1- المحقق الحلي: أبو القاسم نجم الدين جعفر بن الحسن (602- 676) هـ.ق. ومن أشهر مؤلفاته: «شرايع الإسلام والمختصر النافع». ولهما شروح عديدة وقيمّة أمثال: «جواهر الكلام في شرح شرايع الإسلام» (43) مجلداً للمحقق الشيخ محمد حسن النجفي، و«رياض المسائل» للسيد علي الطباطبائي وهو شرح للمختصر النافع (20) مجلداًَ.
2- المحقق الطوسي: نصير الدين محمد بن الحسن الطوسي المتوفى سنة 672 هـ.ق. من أشهر مصنفاته: «تجريد الاعتقاد».
3- العلامة الحلي: الحسن بن يوسف بن علي المطهّر المتوفى سنة 726 هـ.ق. من أشهر مؤلفاته: «تذكرة الفقهاء» (20) مجلداً، «قواعد الأحكام» وغيرهما الكثير.
4- فخر المحققين: وهو ابن العلاّمة الحلّي المتوفى سنة 771 هـ. من أشهر مصنفاته: «إيضاح الفوائد في شرح إشكالات الفوائد» (4) مجلدات.
5- الشهيد الأول: أبي عبد الله محمد بن مكي العاملي المستشهد سنة 786 هـ. من أشهر مؤلفاته: «اللمعة الدمشقية»، و«القواعد والفوائد».
6- ابن فهد الحلي: جمال الدين أبي العباس أحمد بن محمد بن فهد الحليّّّ المتوفى سنة 841 هـ. من أشهر مؤلفاته: «المهذَب البارع في شرح المختصر النافع» (5) مجلدات.
7- المحقق الثاني: الشيخ علي بن الحسين الكركي المتوفى سنة 941 هـ. من أشهر مصنفاته: «جامع المقاصد في شرح القواعد» (13 جزءاً).
8- الشهيد الثاني: زين الدين بن علي الجبعي العاملي المستشهد سنة 966 هـ. من أشهر مصنفاته: «الروضة البهية في شرح اللمعة الدمشقية»، و«مسالك الإفهام في شرح شرايع الإسلام» (15 مجلداً).
9- المقدس الأردبيلي: المولى أحمد بن محمّد الشهير بالمقدّس الأردبيلي، المتوفى سنة 993 هـ.ق. من أشهر مؤلفاته: «مجمع الفائدة والبرهان في شرح إرشاد الأذهان» (14) مجلداً.
10- الفيض الكاشاني: محمد محسن المتوفى سنة 1091 هـ. من أشهر مؤلفاته: «الوافي والصافي ومفاتيح الشرايع» وغير ذلك.
11- الحر العاملي: محمد بن الحسن المتوفى سنة 1104 هـ.ق. من أشهر مصنفاته: «وسائل الشيعة» البالغ (30) مجلداً.
12- العلامة المجلسي: المولى محمد باقر بن المولى محمد تقي المجلسي المتوفى سنة 1111 هـ. من أشهر مصنفاته: «الموسوعة الكبيرة الموسومة بـ (بحار الأنوار الجامعة لدرر الأخبار)» البالغة أكثر من (100) مجلداً.
13- البحراني: الشيخ يوسف البحراني، المتوفى سنة 1186 هـ.ق. من أشهر مصنفاته: «الحدائق الناضرة في احكام العترة الطاهرة» البالغة (25) مجلداً.
14- مير سيد علي: المحقق السيد علي الطباطبائي، المتوفى سنة 1213 هـ.ق. من أشهر مصنفاته: «رياض المسائل».
15- السيد محمد جواد الحسيني العاملي: المتوفى سنة 1226 هـ.ق. من أشهر مصنفاته: «مفتاح الكرامة في شرح قواعد العلامة في بيان الأحكام بالدلائل» البالغ (20) مجلداً.
16- أحمد النراقي: المولى أحمد بن المولى محمد مهدي النراقي المتوفى سنة 1244 هـ.ق. من أشهر مصنفاته: «مستند الشيعة في أحكام الشريعة» في (19) مجلداً.
17- كاشف الغطاء: جعفر بن خضر بن يحيى المتوفى سنة 1228 هـ.ق. من أشهر مصنفاته: كتابه «كشف الغطاء».
18- محمد حسن النجفي: المتوفى سنة 1266 هـ.ق. من أشهر مصنفاته: كتابه «جواهر الكلام في شرح شرايع الإسلام» البالغ (43) مجلداً.
19- الشيخ الأعظم: مرتضى بن محمد أمين المتوفى سنة 1281 هـ.ق. من أشهر مصنفاته: كتاب «المكاسب وفرائد الأصول».
20- النوري الطبرسي: الميرزا حسين النوري الطبرسي المتوفى سنة 1320 هـ.ق. من أشهر مصنفاته: كتاب «مستدرك وسائل الشيعة».
21- الآخوند الخراساني: الشيخ محمد كاظم الخراساني، المتوفى سنة 1329 هـ.ق. من أشهر مصنفاته: «كفاية الأصول».
22- محمد كاظم اليزدي: المتوفي سنة 1337 هـ. من أشهر مؤلفاته: «العروة الوثقى وحاشية المكاسب وكتاب التعادل والترجيح ورسالة في اجتماع الأمر والنهي ورسالة في الظن المتعلق بأعداد الصلاة وكيفية الاحتياط ورسالة في منجزات المريض وأجوبة المسائل».
23- أبو الحسن الأصفهاني: ابن السيد محمد ابن السيد عبد الحميد الموسوي البهبهاني الأصل الأصفهاني المسكن، النجفي الهجرة والمدفن، توفي سنة 1365 هـ.ق.
24- الإمام السيد محسن الطباطبائي الحكيم توفي سنة 1390 هـ.ق. من أشهر مصنفاته: «مستمسك العروة الوثقى- فقه استدلالي-» (14) مجلداً، و«حقائق الأصول» وغيرها.
25- الإمام روح الله الموسوي الخميني: المتوفى سنة 1409 هـ.ق. قائد الثورة الإسلامية في إيران. من أشهر مؤلفاته: «الأربعون حديثاً وتقريرات في الفقه الأستدلالي وتقريرات في الأصول والحكومة الإسلامية والآداب المعنوية للصلاة» وغيرها.
26- الامام السيد الخوئي: المتوفى سنة 1413 هـ.ق. اصولي مبدع مؤسس، وفقيه بارع مقتدر ومجتهد مطلق، وعارف رباني، لم يسبقه أحد من العلماء الفقهاء لالقاء دورات متتالية في الاصول والفقه، وتربية المجتهدين فأغلب المراجع اليوم خريجي مدرسته وحوزته المباركة، وضع اسس علم الرجال في العصر الحالي، من أشهر مؤلفاته: «بحوث في شرح العروة الوثقى ومعجم رجال الحديث والبيان في تفسير القرآن».
27- العلامة السيد محمد الحسين الحسيني الطهراني: المتوفى في 9 صفر الخير 1416 هـ.ق. عارف كبير وفيلسوف قدير، وفقيه نحرير، جمع بين المنقول والمعقول، صاحب التأليفات العقائدية التي ليس لها مثيل، من أشهر مؤلفاته: معرفة الله - معرفة الإمام - معرفة المعاد - أنوار الملكوت - نور ملكوت القرآن - ولاية الفقيه في حكومة الإسلامة - رسالة لب اللباب في سير وسلوك أولي الألباب - الروح المجرد - الشمس الساطعة - توحيد علمي وعيني- لمعات الحسين - تفسير آية الرجال قوامون على النساء - الرد على نظرية قبض وبسط الشريعة للدكتور عبد الكريم سروش - صلاة الجمعة - ذلك بالإضافة إلى المؤلفات التي لا زالت قيد الطبع والتحقيق. درس عن أعلام المذهب في عصره كأمثال السيد محمد حسين الطباطبائي، والشيخ حسين الحلي، والسيد أبي القاسم الخوئي، والشيخ آقا بزرك الطهراني، وغيرهم من الأعلام.
28- الميرزا جواد التبريزي: المتوفى سنة 1428 هـ وله العديد من المؤلفات المشهورة. وكذلك عُرفَ بدفاعة عن المذهب والمسائل العقائدية.
29- السيد محمد محسن الحسيني الطهراني: هو نجل العلامة السيد محمد الحسين الحسيني الطهراني، مدرّس للبحث الخارج لمادةّ الفقه والأصول والفلسفة (أسفار) في الحوزة العلميّة في قمّ.
30- السيد محمد سعيد الحكيم: من مراجع النجف، وجده السيد محسن الحكيم، وقد طرح كتاباً صممه من أجل تدريسه في أعلى دروس علم الأصول للانتقال إلى البحث الخارج وخطوة الكتاب تعتبر من الفلتات في المادة والأسلوب فهي تحمل أساليب تربوية في إيصال المعلومة للطالب ـ كما ينقل أحد المتخصصين ـ وتحمل عمقا يجعله يتحرك بذهن وقاد كما هو مسير علمائنا الأعلام رحم الله الماضين وأدام الباقين ولا حرمنا فوائدهم وسددهم دوما، وله كتاب في واقعة الطف يتأمل فيها تأمل العالم المحلل والمستنتج.
31- آي السيد علي السيستاني: ويعتبر زعيم الحوزة العلمية في النجف. واستلم زعامة الحوزة بعد وفاة السيد الخوئي
32- الشيخ بشير حسين النجفي من مراجع النجف، وتلامذة السيد الخوئي قده وله أربعة دروس هي في المرتبة القصوى في سلم الحوزوي وهي مرتبة البحث الخارج، وموضوعات هذ الدروس هي الفقه والأصول والتفسير والأخلاق مما يدل على الجهد المبذول من أهل العلم مع قلة الأمن وقلة الراحة والبنية التحتية والعمر الذي يتقاعد فيه مفكرو العالم قاطبة، أولاً والموسوعية لهذا المرجع ثانياً، أضف لهذا ثالثا أن جنسية هذا المرجع وأصله هو باكستان مما يدل أن الحوزة تسير على التعاليم الإلهية في عدم التعصب والتفرقة العنصرية وما شابه فمقلدوه وتلامذته من الباكستانيين والعرب وغيرهم.
33 ـ الشيخ محمد رضا المظفر: المتوفي في 1383 هـ /1964م من أبرز فقهاء ومجتهدي الشيعة الإمامية ومجددي الحوزة العلمية فيها، أسس جمعية منتدى النشر، وكلية الفقه التي تخرج منها قامات علميّة ودينية بارزة، ألف كتب مهمة منها كتب (المنطق) و (أصول الفقه) و (عقائد الإمامية) والتي يدور حولها رحى الدروس الحوزوية والاكاديمية الدينية ويعد كتابه الأخير (عقائد الأمامية) من أبرز الكتب كمصدر أساسي من مصادر عقائد التشيع.
34- محمد باقر الصدر: مؤلف كتابي فلسفتنا واقتصادنا ويعد من المجددين في الحوزة العلمية حيث اسس مناهج دراسية حديثة لدراسة علم الاصول وتعد فترته أيضاً فترة فاصلة في بناء وتطوير الحوزة.
35- الشيخ محمد الفاضل اللنكراني المتوفى سنة 1428 هـ ويعد من أساطين الفقه في آخر خمس سنوات في الحوزة العلمية بقم.
36 ـ آية الله الشيخ علي الغروي وهو من كبار تلامذة السيد الخوئي وكان له باع طويل في العلم والدّقة وشهد له أساتذته بذلك وهو في سنٍ صغيرة وكان مصنّفا عجيبا فإن المواد التي تعاطاها في تصنيفه من المواد التي لا تعطي المنغمر في بحرها إبحاراً سهلا بل تحتلج إلى من يشق عبابها المتلاطم.
37 ـالسيد عبد الأعلى السبزواري وهو من كبار تلامذة السيد الخوئي قده أيضا وهو من نوادر الزمان وعباقرة الدهر وقد كان من مميزاته انشغاله العميق في علمه وهذا ما تميّز به تلميذه آية الله السيد محمد مفتي الشيعة قده، ومما تميز به تصنيفه الذي يجمع بين العمق والضخامة والموسوعية فإنّه كتب في الفقه وفي التفسير في الأصول كتبا تدل على العمق النادر وتدل على الضخامة حيث أنّ مهذب الأحكام هو موسوعة لم يكتب مثلها في عصره وعصور متقدمة من جهة حجمها الواسع أضف لهذا كتابه مواهب الرحمن الذي وصلت مجلّداته إلى المجلدالثاني عشر وهو في المائدة وتدل على الموسوعية حيث كتب في ثلاثة علوم وكتابه التفسيري يتطرق إلى علم الدلالة (السانتميك) وعلوم أخرى كالرواية والرجال والتاريخ والقرآن وعرفان.
38- السيد محمد بن محمد صادق بن محمد مهدي بن إسماعيل الصدر (1943 – 1999). هو رجل دين ومرجع شيعي عراقي معروف؛ كان من مُعارضي النظام العراقي في فترة حكم حزب البعث العربي الاشتراكي وقد عُرف بنشاطه المُناهض للنظام وهو الذي أدّى لاغتياله.

## ألقاب الحوزة
هذه الألقاب في الحوزات العلمية التابعة لمذهب الشيعة الاثنا عشرية تدل على مرتبة علمية معينية يعينها المرجع الديني أو شخصيات معترف بعلميتهم في الحوزات العلمية.
وهذه الألقاب كالآتي:
- العلامة: يطلق العلامة في كتب الفقه على الحسن بن يوسف بن المطهر الحلي المتوفى سنة 726 هـ صاحب كتاب إرشاد الأذهان والرسالة السعدية وتبصرة المتعلمين وتحرير الأحكام وتذكرة الفقهاء وقواعد الأحكام ومختلف الشيعة ومنتهى المطلب ونهاية الأحكام وغيرها من الكتب وكان مرجعاً من مراجع الطائفة.

- المحقق: يطلق في كتب الفقه على أبو القاسم نجم الدين جعفر بن الحسن الحلي المتوفي سنة 676 هـ صاحب كتاب شرائع الإسلام والمعتبر وغيرها وكان من مراجع الطائفة.

- المحقق الحجة: يطلق على كل من لديه المقدرة العلمية على تحقيق المطالب العلمية، والحجة هو كل من لديه القدرة على نقل الأحكام الشرعية واستخراجها من مظانها ونقلها إلى طالبيها فيكون قوله حجة عليهم.

- آية الله: لقب يطلق على كل من وصل إلى رتبة الاجتهاد وأشير له من قبل بعض أهل الخبرة بالأعلمية.

- آية الله العظمى: وهو لقب يُطلَق على المراجع المقلدين.

- المرجع الأعلى: يطلق على حامل لقب آية الله العظمى المقلد من كل أو اغلب اتباع الطائفة.

- حجة الإسلام: (كما في الحجة).

- المحقق الكبير: يطلق على من اشتهر بالتحقيق.

- زعيم الحوزة العلمية: من المتأخرين تطلق على السيد الخوئي الذي تصدّر زعامة الحوزة.

- زعيم الطائفة: تطلق على كل من أجتهد واشتهر بالأعلمية في زمانه حتى دان له الآخرون بالفضل.

- ثقة الإسلام: تطلق على المحدث محمد بن يعقوب الكليني صاحب كتاب الكافي.

- علم الهدى: تطلق على علي بن الحسين المرتضى الذي كان مرجعاً للطائفة.

- المفيد: لقب لمحمد بن محمد بن النعمان كان من مراجع الطائفة.

- شيخ الطائفة: يطلق على محمد بن الحسن الطوسي وكان من مراجع الطائفة.
- شيخ الإسلام: يطلق على أبي عبدالله محمد باقر بن محمد تقي المجلسي.
- الإمام المجدد أو العلامة المجدد: يطلق على كل من جدد في الدين-تجديد بعض الأفكار التي لم تأخذ نصيبها من المعرفة-.ومنهم الوحيد البهبهاني.
- الإمام: لقب يطلق على العلماء الأعلمين من سواهم كالإمام الخميني والإمام الخوئي وغيرهم.

## أقرأ يضا
- الحوزة الناطقة